# Ranunculus trullifolius
Ranunculus trullifolius Hook. f. – gatunek rośliny z rodziny jaskrowatych (Ranunculaceae Juss.). Występuje naturalnie w Patagonii i na Falklandach. Izotyp został zebrany w 1839 roku przez Josepha Daltona Hookera na Falklandach. 

## Morfologia
PokrójBylina.
LiścieW zarysie mają podłużnie owalny lub prawie okrągły kształt. Wierzchołek jest trzema lub pięcioma ząbkami.
KwiatySą pojedyncze. Pojawiają się na szczytach pędów. Są żółtego koloru. Mają po 3 działki kielicha i płatki.